# Kunda Tom
Kunda Tom (Mangarei, 14 de julio de 1986) es un futbolista de las Islas Cook que juega como delantero en el Nikao Sokattack.

## Carrera
Debutó en 1998 en el Arorangi FC y jugó allí hasta que en 2007 quedó libre. Luego de un año sin jugar al fútbol, Tom regresó a la actividad en 2008 para ser parte del Avatiu FC. Estuvo 6 meses en el club y partió a Nueva Caledonia para jugar en el AS Magenta hasta 2009. Luego de dos años inactivo, en 2011 fichó para el Nikao Sokattack.

### Clubes
| Club            | País            | Año         |
| --------------- | --------------- | ----------- |
| Arorangi FC     | Islas Cook      | 1998 - 2007 |
| Avatiu FC       | Islas Cook      | 2008        |
| AS Magenta      | Nueva Caledonia | 2008 - 2009 |
| Nikao Sokattack | Islas Cook      | 2011 - 2012 |

### Selección nacional
Solo disputó un partido en representación de las Islas Cook, fue el 1 de septiembre de 2007 en un encuentro por los Juegos del Pacífico Sur de ese año ante Tuvalu. Su selección ganó 4-1 y Tom marcó 2 tantos.